# Scott McLay
Scott McLay (26 de junio de 1999) es un deportista británico que compite en natación. Ganó una medalla de plata en el Campeonato Europeo de Natación en Piscina Corta de 2019, en la prueba de 4 × 50 m libre mixto.

## Palmarés internacional
| Campeonato Europeo en Piscina Corta | Campeonato Europeo en Piscina Corta | Campeonato Europeo en Piscina Corta | Campeonato Europeo en Piscina Corta |
| Año                                 | Lugar                               | Medalla                             | Prueba                              |
| ----------------------------------- | ----------------------------------- | ----------------------------------- | ----------------------------------- |
| 2019                                | Glasgow (Reino Unido)               | Medalla de plata                    | 4 × 50 m libre mixto                |